# 马里奥·菲奥里洛
马里奥·菲奥里洛（義大利語：Mario Fiorillo，1962年12月16日—），意大利水球运动员。他曾代表意大利参加1984年、1988年和1992年夏季奥林匹克运动会水球比赛，其中1992年奥运会获得一枚金牌。